# ソウル・ケージ
ソウル・ケージ（The Soul Cages）は、1991年にリリースされたスティングのアルバム。
『ソウル・ケージ』は、アルバム制作直前の父親の死をテーマに作られている。インタビューで語られている内容によると、当時スティングはまったく曲を書けない数年間のスランプに陥っていた。そんな中での父との離別。スティングは音楽を通じてそれと向き合うことで長い葛藤を乗り越えた。最初の「ホワイ・シュッド・アイ・クライ・フォー・ユー」の作曲にこそ苦難したが、その後は立て続けに曲を書くことができ、完成させるに至った。
ほとんどの曲が航海や海をテーマとしていることも、船乗りだった父の過去が影響していると思われる。

## 収録曲
1. アイランド・オブ・ソウルズ - Island of Souls 6:41
2. オール・ディス・タイム - All This Time 4:54
3. マッド・アバウト・ユー - Mad About You 3:53
4. ジェルマイア・ブルース - Jeremiah Blues Pt.1 4:46
5. ホワイ・シュッド・アイ・クライ・フォー・ユー - Why Should I Cry for You? 4:54
6. セント・アグネス・アンド・ザ・バーニング・トレイン - Saint Agnes and the Burning Train 2:43
7. ワイルド・ワイルド・シー - The Wild Wild Sea 6:41
8. ソウル・ケージ - The Soul Cages 5:52
9. ホエン・ザ・エンジェルス・フォール - When the Angels Fall 7:48

## 参加ミュージシャン
- マヌ・カチェ– ドラム
- ケニー・カークランド - キーボード
- ドミニク・ミラー –ギター
- ブランフォード・マルサリス - サクソフォーン
- キャスリン・ティッケル – ノーザンブリアン・スモール・パイプ
- Paola Paparelle - オーボエ
- デヴィッド・サンシャス – キーボード
- Leslie Jackson Perette|Vinx - パーカッション
- Bill Summers – パーカッション
- Tony Vacca – パーカッション
- Skip Burney – パーカッション
- レイ・クーパー – パーカッション
- Munyungo Jackson – パーカッション